# Kenneth Gainwell
Kenneth Gainwell (nacido el 14 de marzo de 1999) es un corredor de fútbol americano de los Philadelphia Eagles de la National Football League (NFL). Jugó a fútbol americano universitario en Memphis .

## Primeros años y escuela secundaria
Gainwell creció en la ciudad de Yazoo, Misisipi y asistió a la escuela secundaria del condado de Yazoo . Fue titular durante tres años como quarterback de los Panthers. En su tercer año, lanzó para 1,184 yardas y nueve touchdowns y corrió para 1,292 yardas y 20 touchdowns. Durante el verano, entrando en su temporada sénior, Gainwell se comprometió a jugar fútbol americano universitario en Memphis por las ofertas de Ole Miss y Tulane . En su último año, lanzó para 1,139 yardas y 10 touchdowns y corrió para 1,834 yardas y 32 touchdowns. Gainwell fue nombrado Mr. Football de Clase 3A ya que llevó a los Panthers a un récord de 14-1 y una aparición en el juego de campeonato estatal de Clase 3A. Gainwell terminó su carrera en la escuela secundaria con 3,682 yardas aéreas y 32 touchdowns aéreos y 4,730 yardas terrestres y 75 touchdowns terrestres con una patada de salida devuelta para touchdown.

## Carrera universitaria
Gainwell pasó a ser running back durante el campamento de entrenamiento de verano y jugó en cuatro partidos como un verdadero estudiante de primer año antes de decidirse por ser redshirt el resto de la temporada. Terminó la temporada con cuatro acarreos para 91 yardas y un touchdown, una carrera de 73 yardas y seis recepciones para 52 yardas.
Como estudiante de primer año de redshirt, Gainwell fue nombrado corredor titular de los Tigres luego de la partida de Tony Pollard . Fue nombrado el co -jugador de la semana de la Conferencia Atlética Americana (AAC) después de correr para 104 yardas y un touchdown y ganar 204 yardas y anotar dos touchdowns en nueve recepciones el 19 de octubre de 2019 en la victoria 47-17 sobre Tulane. Corrió para 1,459 yardas con 13 touchdowns en 231 acarreos y atrapó 51 pases para 610 yardas y tres touchdowns y fue nombrado AAC Freshman of the Year y primer equipo All-AAC. Fue nombrado segundo equipo All-American por Sporting News y la Asociación de Entrenadores de Fútbol Americano y el Primer Año Nacional del Año por la Asociación de Escritores de Fútbol de América .

## Carrera profesional
Gainwell fue seleccionado en la quinta ronda (150 en general) por los Philadelphia Eagles en el Draft de la NFL de 2021 .

## Vida privada
El hermano menor de Gainwell, Kory, jugó como defensive back y running back en el condado de Yazoo y está comprometido a jugar en Memphis. Gainwell es el primo del también jugador de los Eagles Fletcher Cox .